# Viçosa do Ceará
Viçosa do Ceará è un comune del Brasile nello Stato del Ceará, parte della mesoregione del Noroeste Cearense e della microregione di Ibiapaba.